# 格拉頓平原
格拉頓平原（英語：Gladden Fields）是托爾金（J. R. R. Tolkien）小說的中土大陸虛構地名，位於安都因河（Anduin）支流格拉頓河（Gladden）河谷。
格拉頓平原的名字源自於古英語中的「glædene」，其意為黃菖蒲。
在這裡，埃西鐸（Isildur）被一隊半獸人伏擊，並死於這裡。他曾嘗試跳進格拉頓河，利用魔戒（One Ring）的隱身能力逃亡，但魔戒滑出他的手指。他在河的另一邊上岸，半獸人發現並殺死他。埃西鐸的隨從歐塔（Ohtar）帶回了埃西鐸的佩劍納希爾聖劍（Narsil）。
二千多年後，哈比人德戈（Déagol）在格拉頓河尋得魔戒，但被冋伴史麥戈所殺，史麥戈奪取魔戒後腐化為邪惡生物咕嚕（Gollum）。
格拉頓河的上游是迷霧山脈（Misty Mountains）的山隘之一，另外兩個山隘是卡蘭拉斯山（Caradhras）及最高隘口（High Pass）。

## 改編
在彼得·傑克森的《魔戒》電影，格拉頓平原的場景是在紐西蘭皇后鎮拍攝的。

## 影響
英國切爾姆斯福德的一個街道以格拉頓平原命名。